# Aleksandrów Kujawski (gmina wiejska)
Aleksandrów Kujawski – gmina wiejska w Polsce położona w województwie kujawsko-pomorskim, w powiecie aleksandrowskim. W latach 1975–1998 gmina administracyjnie należała do województwa włocławskiego.
Siedzibą władz gminy jest Aleksandrów Kujawski. Według danych z 30 czerwca 2004 gminę zamieszkiwało 10 685 osób.

## Historia
Gmina zbiorowa Aleksandrów Kujawski powstała 2 lipca 1976 w  woj. włocławskim, nominalnie w związku z przeniesieniem siedziby gminy Służewo ze Służewa do Aleksandrowa Kujawskiego, wraz ze zmianą nazwy jednostki na gmina Aleksandrów Kujawski. W praktyce był to jednak zabieg ściśle formalny, ponieważ w skład gminy Aleksandrów Kujawski weszła także połowa zniesionej gminy Raciążek:
- ze zniesionej gminy Raciążek – 9 sołectw Białe Błota, Kuczek, Nowy Ciechocinek, Odolion, Otłoczyn, Słońsk Dolny, Słońsk Górny, Wola i Wołuszewo,
- ze zniesionej gminy Służewo – 25 sołectw: Broniszewo, Chrusty, Goszczewo, Grabie, Konradowo, Łazieniec, Opoczki, Opoki, Ostrowąs, Ośno, Ośno-Parcele, Plebanka, Poczałkowo, Podgaj, Przybranowo, Przybranówek, Rożno, Rudunki, Słomkowo, Służewo, Stawki, Wilkostowo, Wólka, Zduny i Zgoda

1 lutego 1977 z gminy Aleksandrów Kujawski wyłączono sołectwa Słońsk Górny i Wola a także znaczną część sołectwa Słońsk Dolny (359 ha), włączając je do Ciechocinka.
1 października 1982 roku reaktywowano gminę Raciążek, lecz w jej skład weszły tylko sołectwa włączone w 1976 roku do gminy Nieszawa, natomiast sołectwa włączone do gminy Aleksandrów Kujawski już do gminy Raciążek nie powróciły.
W 1999 roku gmina Aleksandrów Kujawski weszła w skład reaktywowanego powiatu aleksandrowskiego w nowo utworzonym województwie kujawsko-pomorskim.

## Sołectwa
Obszar gminy Aleksandrów Kujawski podzielony jest na 28 sołectw, obejmujących następujące miejscowości:
1. Białe Błota – Białe Błota, Otłoczynek
2. Chrusty – Chrusty, Stare Rożno
3. Goszczewo – Goszczewo
4. Grabie – Grabie
5. Łazieniec – Łazieniec
6. Nowy Ciechocinek – Nowy Ciechocinek, Kuczek, Wygoda
7. Odolion – Odolion
8. Opoczki – Opoczki
9. Opoki – Opoki
10. Ostrowąs – Ostrowąs
11. Ośno – Ośno
12. Ośno Drugie – Ośno Drugie
13. Otłoczyn – Otłoczyn
14. Plebanka – Plebanka
15. Poczałkowo – Poczałkowo, Pinino, Poczałkowo (kolonia)
16. Podgaj – Podgaj
17. Przybranowo – Przybranowo
18. Przybranówek – Przybranówek
19. Rożno-Parcele – Rożno-Parcele
20. Rudunki – Rudunki, Nowa Wieś, Stara Wieś
21. Służewo – Służewo
22. Słońsk Dolny – Słońsk Dolny
23. Stawki – Stawki, Konradowo, Zgoda
24. Słomkowo – Słomkowo
25. Wilkostowo – Wilkostowo
26. Wołuszewo	- Wołuszewo
27. Wólka – Wólka
28. Zduny – Zduny

## Struktura powierzchni
Według danych z roku 2002 gmina Aleksandrów Kujawski ma obszar 131,64 km², w tym:
- użytki rolne: 74%
- użytki leśne: 16%

Gmina stanowi 27,68% powierzchni powiatu.

## Demografia

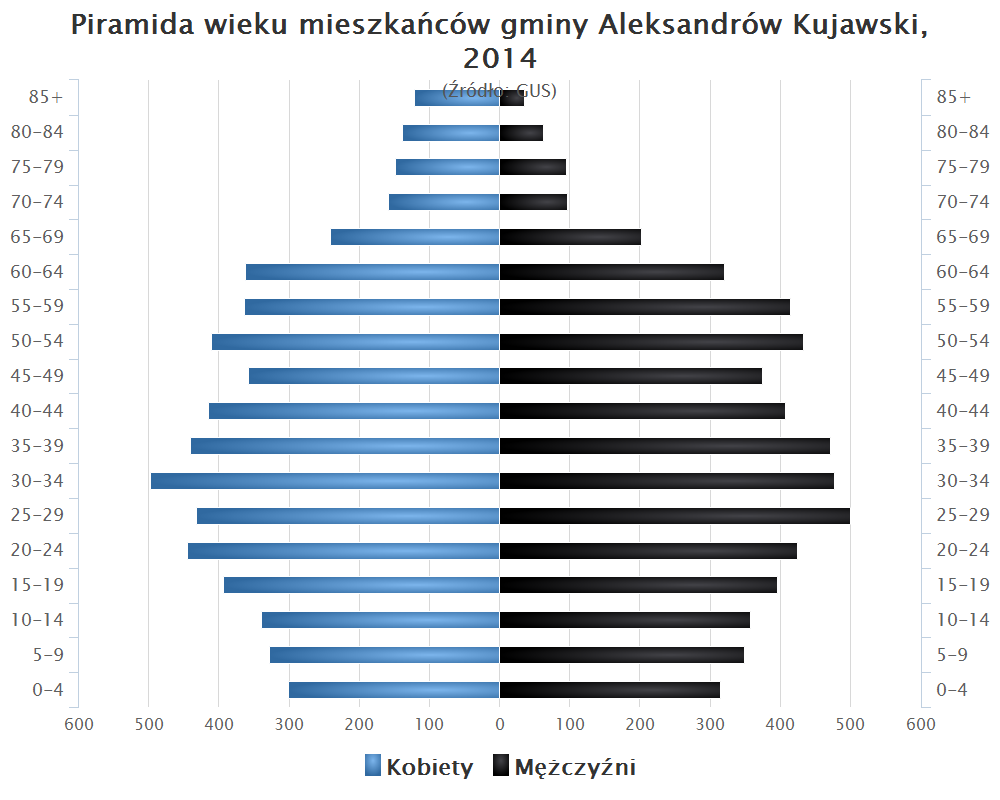
Piramida wieku mieszkańców gminy Aleksandrów Kujawski w 2014 roku

Dane z 30 czerwca 2004:
| Opis                              | Ogółem | Ogółem | Kobiety | Kobiety | Mężczyźni | Mężczyźni |
| --------------------------------- | ------ | ------ | ------- | ------- | --------- | --------- |
| jednostka                         | osób   | %      | osób    | %       | osób      | %         |
| populacja                         | 10 685 | 100    | 5398    | 50,5    | 5287      | 49,5      |
| gęstość zaludnienia (mieszk./km²) | 81,2   | 81,2   | 41      | 41      | 40,2      | 40,2      |

## Zabytki
Wykaz zarejestrowanych zabytków nieruchomych na terenie gminy:
- cmentarz rzymskokatolicki z pierwszej połowy XIX w. w Goszczewie, nr 273/A z 09.08.1990 roku
- kościół parafialny pw. św. Wacława, z połowy. XIV w. w Grabiach, nr 10/A z 17.02.1981 roku
- zespół kościelny parafii pod wezwaniem Narodzenia Najświętszej Maryi Panny w Ostrowąsie, obejmujący: kościół z 1914 roku, cmentarz przykościelny, nr 358/A z 23.01.1995 roku
- zespół dworski z końca XVIII w. w Ostrowąsie, obejmujący: dwór, park z aleją i folwark, nr 240/A z 20.10.1987 roku
- zespół kościoła ewangelickiego, obecnie rzymskokatolickiego parafii pod wezwaniem Najświętszego Serca Pana Jezusa w Otłoczynie, obejmujący: kościół z 1905 roku oraz cmentarz przykościelny, nr 360/A z 23.01.1995 roku
- chałupa drewniana z budynkiem inwentarskim z 1783 roku w Słońsku Górnym 20, nr 271/A z 14.12.1989 roku
- kościół parafii pod wezwaniem św. Jana Chrzciciela w Służewie, nr 250 z 16.08.1957 roku
- park dworski z drugiej połowy XIX w., w Służewie, nr A/1536 z 28.07.2009 roku
- zespół dworski z końca XIX w., w Zdunach, obejmujący: dwór i park z alejami promienistymi, nr 239/A z 20.10.1987 roku.

## Sąsiednie gminy
- Miasto Aleksandrów Kujawski
- Miasto Ciechocinek
- gmina Dąbrowa Biskupia
- gmina Gniewkowo
- gmina Koneck
- gmina Obrowo
- gmina Raciążek
- gmina Wielka Nieszawka